# Верхние Киги
Ве́рхние Киги́ (баш. Үрге Ҡыйғы) — село, административный центр Кигинского района и Верхнекигинского сельсовета Республики Башкортостан.

## Этимология
Название поселения Верхние Киги имеет тюркское происхождение и является адаптацией местного названия Үрге Ҡыйғы, где слово Үрге — «верхний», служит для отличия от поселения Нижние Киги, а слово Ҡыйғы от местного наименования реки Киги с переводом — «изломанная, кривая».

## Географическое положение
Село находится на северо-востоке Республики Башкортостан в 240 км от Уфы, в 42 км от ж/д станции Сулея Южно-Уральской железной дороги. Протекают реки Киги, Леуза, Карамалы, Карайлы. Через село проходят региональные автотрассы Бирск — Месягутово — Сатка, Малояз — Верхние Киги — Новобелокатай.

## История
Основан в 1703 году. Самым ранним из всех поселений мишарей и тептярей была д. Верхние Киги при р. Киги. Согласно материалам начальника 3-го мишарского кантона хорунжего Азаматова за 1841 год, мишари деревни в числе 440 мужчин и 446 женщин в 1834 г. «собственной земли не имеют, а живут на башкирских землях и платят (башкирам) оброк». Что касается тептярей Верхних Кигов, то, по словам Троицкого земского исправника, выясняется следующее: "Земля окортомлена (то есть арендована) вообще с мещеряками 440 душами (то есть по VIII ревизии 1834 г.) на вечное владение у вотчинников башкир Тарнаклинской (Тырнаклинской) волости с платежом (оброка) по 25 коп. в год с каждого двора. 3 июня 1774 года возле села произошло крупнейшее ожесточённое сражение между повстанцами Емельяна Пугачёва и царскими войсками под командованием Михельсона.
В «Списке населенных мест по сведениям 1870 года», изданном в 1877 году, населённый пункт упомянут как деревня Верхние Киги 2-го стана Златоустовского уезда Уфимской губернии. Располагалась при речке Киге, на Сибирском почтовом тракте из Златоуста в Уфу, в 98 верстах от уездного города Златоуста и в 54 верстах от становой квартиры в заводе Саткинский (Троицко-Саткинский, Сатка). В деревне, в 273 дворах жили 1343 человека (810 мужчин и 533 женщины, башкиры, тептяри), были 3 мечети, почтовая станция, 3 училища, 2 водяные мельницы, 30 лавок, базары по пятницам, ярмарки 5 — 10 февраля, 5 — 10 ноября. Жители занимались земледелием, скотоводством, пчеловодством, плотничеством и извозничеством.
В 1918 году Верхние Киги являлись деревней, административным центром Верхнекигинской волости, Златоустовского уезда.

## Население
| 1939 | 1959  | 1970  | 1979  | 1989  | 2002  | 2009  | 2010  | 2021  |
| ---- | ----- | ----- | ----- | ----- | ----- | ----- | ----- | ----- |
| 4218 | ↘3699 | ↗4854 | ↗5727 | ↗6148 | ↗6872 | ↗7438 | ↘6637 | ↗7190 |

Национальный состав
Согласно переписи 2002 года, преобладающие национальности — татары (72 %), башкиры (23 %).
Согласно переписи 2020 года, преобладающие национальности — татары (66,5 %), башкиры (26,5 %), русские (4,2 %).

## Культура
Театр
С 1934 года в селе функционирует Кигинский башкирский народный театр имени Г. Мингажева.
Библиотеки
- МБУК Кигинская районная межпоселенческая библиотека
- Библиотека

Кинотеатр
- Киги Cinema, был открыт в 2021 году.

Музей
В селе находится историко-краеведческий музей.

## Экономика
Экономика сосредоточена исключительно на растениеводстве. Также в населенном пункте располагаются завод молочных продуктов, мясокомбинат и асфальтный завод.

## Средства массовой информации
Газеты
Газета «Наши Киги»
Телевидение
- БСТ
- Россия 1
- Россия 24
- Россия К

Радио
- 66.86 МГц — Радио России
- 67.25 МГц — Радио России (Юрюзань)
- 103.6 МГц — Радио Континенталь (Юрюзань)
- 105.8 МГц — Радио Юлдаш (Месягутово)
- 107.7 МГц — Спутник FM;

## Образование
Колледжи
- Филиал Государственного Бюджетного Дуванский Многопрофильный колледж С. Верхние Киги Республики Башкортостан
- Филиал ГБПОУ ДМК с. Верхние Киги

Школа
- МОБУ СОШ № 2
- Лицей с. Верхние Киги

Детские сады
- Детский сад № 4 Колосок
- Детский сад № 1 Солнышко
- Детский сад № 5 Шатлык

Автошкола
- ДОСААФ

Спортивные школы
- ДЮСШ
- Спортивная школа с. Верхние Киги

Школа искусств
- Школа искусств с. Верхние Киги.

## Религия
Мечети
- В селе находятся три мечети

## Известные люди
- Баширов, Радик Минниханович (род. 1935) — инженер-механик, член-корреспондент АН РБ (1995), доктор технических наук (1982), профессор (1983), ректор Башкирского аграрного университета (1988—1999), заслуженный деятель науки Башкирской АССР (1976), заслуженный деятель науки РФ (1988)[8].
- Кудаш, Сайфи Фаттахович (1894—1993) — татарский, башкирский поэт и писатель, народный поэт Башкирской АССР (1964)[9][10][11][12], жил в селе в 1930—1931 гг.
- Сунгатуллина, Зиля Даяновна (род. 1949) — советская и российская театральная актриса и педагог.
- Ханиф Карим (1910—1983) — башкирский советский поэт и писатель, Заслуженный работник культуры Башкирской АССР (1970)[13][14].
- Шагимарданов, Фазыл Валиахметович (1906—1968) — советский партийный и государственный деятель, Председатель Совета Народных Комиссаров Башкирской АССР (1937—1940)[15].
- Рауль Закирьянович Файрузов — министр внутренних дел Республики Башкортостан (1995—1996), депутат Государственного Собрания-Курултая Республики Башкортостан (1995—1996), заслуженный юрист Республики Башкортостан, генерал-майор полиции.
- Валиев Тавкалюн Хамматович (1896—1959). Педагог, кавалер двух орденов Ленина. Около 50 лет был связан со школой. Работал директором Нижнекигинской, Душамбековской, Асылгужинской, Лаклинской школ. Заслуженный учитель школ РСФСР.[16]
- Сафин Шамиль Махмутович (1956). Доктор медицинских наук. Окончил Башгосмединститут. Работает врачом-нейрохирургом в Республиканской больнице имени Куватова. Автор более 60 научных публикаций и двух монографий.[17]